# Thung lũng Madriu-Claror-Perafita
Thung lũng Madriu-Perafita-Claror (tiếng Catalunya: Vall del Madriu-Perafita-Claror) là một thung lũng sông băng nằm ở phía đông nam Andorra. Nó có diện tích 42,47 km² chiếm khoảng 9% diện tích Andorra và là một phần của lưu vực thượng nguồn lớn thứ hai Andorra. Thung lũng biệt lập này là thiên đường của nhiều loài động vật hoang dã quý hiếm có nguy cơ tuyệt chủng cao và được coi là "trái tim tinh thần" của Andorra. Cho đến nay, đây cũng là di sản thế giới duy nhất tại Andorra được UNESCO công nhận vào năm 2004.

## Tổng quan
Đây là một thung lũng phong cảnh băng giá với những đồng cỏ núi cao, những vách đá hiểm trở và những rừng cây dốc. Nó giới hạn bởi những dãy núi ở phía nam, đông, tây với phần rìa phía nam nằm dọc theo biên giới với Tây Ban Nha. Thung lũng có một cửa thoát nước vào thung lũng Valira ở phía bắc. Nó bị chia cắt với phần còn lại của Andorra và chỉ có thể đi bộ theo những con đường mòn mới tới được. Nhà ở, ruộng bậc thang, đường mòn và những tàn tích của ngành luyện sắt thể hiện cách mà tài nguyên thiên nhiên của vùng núi Pyrenees được sử dụng trong khoảng thời gian hơn 700 năm thông qua sự thay đổi của khí hậu, kinh tế và cấu trúc xã hội.
Trong thung lũng hẹp là hai khu định cư nhỏ Entremesaigües và Ramio. Hiện tại chúng chỉ được sử dụng trong quãng thời gian mùa hè. Có tất cả 12 ngôi nhà được xây dựng bằng đá granit địa phương với phần mái làm từ đá phiến. Mỗi ngôi nhà đều có một gian lớn dùng để chứa ngũ cốc và cỏ khô. Những ngôi nhà và khu vực đất đai liền kề là những khu vực duy nhất thuộc sở hữu tư nhân, chiếm khoảng 1% diện tích của thung lũng.
Xung quanh các khu định cư là những thửa ruộng bậc thang được sử dụng để trồng lúa mì và lúa mạch đen nhưng bây giờ chủ yếu là để chăn thả gia súc. Các cánh đồng cao hơn hiện đang dần nhường chỗ cho những cánh rừng, cũng bao gồm các khu vực trên sườn núi nơi trồng nho trong thời Trung Cổ. Các khu rừng cũng thuộc sở hữu chung, được quản lý để sản xuất than cho đến thế kỷ 19.
Sắt nấu chảy được lấy từ quặng sắt khai thác tại địa phương, ngay trong khu vực thung lũng, bên bờ sông Madriu. Những lò rèn kiểu Catalan điển hình của vùng núi Pyrenees đã không còn được sử dụng kể từ năm 1790.
Khu vực đồng cỏ núi cao được chăn thả vào mùa hè với những con cừu, bò và ngựa, với vùng đất thuộc sở hữu chung từ thời Trung Cổ. Những người chăn cừu giành cả mùa hè tại khu vực biên giới, trú ẩn trong những ngôi nhà bằng đá có mái cỏ. Sữa được sử dụng để làm phô mai.
Các con đường nối thung lũng với Roussillon về phía đông, Languedoc ở phía bắc và Catalunya ở phía nam. Những con đường mòn được lát đá phẳng nối thung lũng đến trung tâm của Andorra.
Sau một thời gian dài bị lãng quên, nhiều cấu trúc chẳng hạn như những túp lều của người chăn cừu, đường mòn, các bức tường đá ranh giới cánh đồng dần được khôi phục trong những năm gần đây. Không có kế hoạch xây dựng một con đường hiện đại để tiếp cận với khu vực này, và vùng đất dự định sẽ được phát triển thành một khu vực đặc biệt để chăn nuôi gia súc chất lượng cao và cho du lịch có hạn chế.

## Hình ảnh

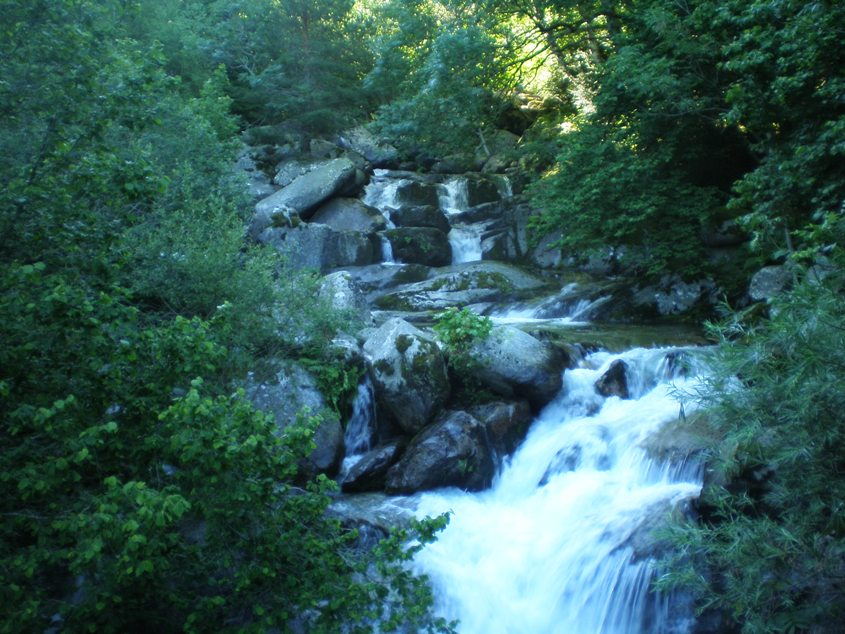
Thung lũng Madriu
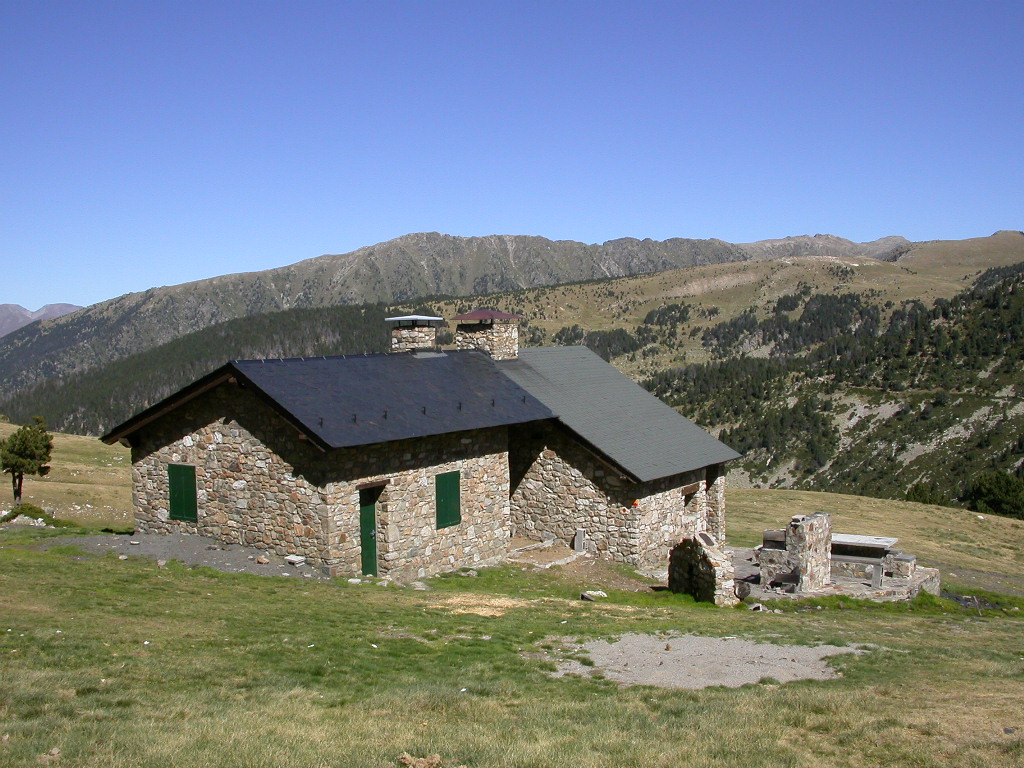
Thung lũng Claror
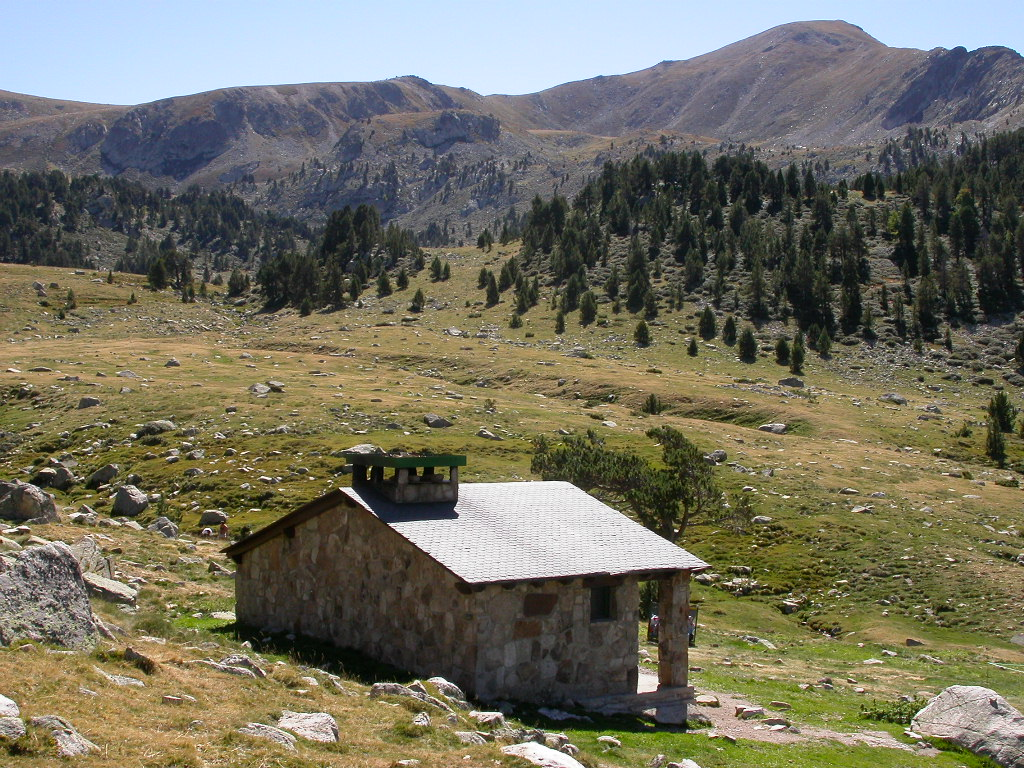
Thung lũng Perafita